# 男と女のいる舗道
「男と女のいる舗道」（おとことおんなのいるほどう）は1976年8月3日に発売された甲斐バンドの5枚目のシングル。

## 概要
オリコン最高76位。
アルバム『ガラスの動物園』の先行シングル。
カップリングも同アルバムに収録されているが、シングル・バージョンとなっている。

## 収録曲
- 全作詞・作曲・編曲：甲斐よしひろ

1. 男と女のいる舗道
ストリングスアレンジ：乾裕樹
2. 東京の一夜 （Single Version）